# الكزيبر
الكُزَيبَر (بالإسبانية: Alcocebre / Alcocéber)‏ هي قرية ساحلية في منطقة بلنسية تقع على ساحل أزهار على طول الساحل الشرقي للبحر الأبيض المتوسط لإسبانيا في مقاطعة قسطلونة . تقع هذه المدينة داخل حدود بلدية قلعة شِبَرت. القرية وجهة سياحية شهيرة بدون الكثير من المباني الكبيرة. 